# Acanthocereus castellae
Acanthocereus castellae ist eine Pflanzenart in der Gattung Acanthocereus aus der Familie der Kakteengewächse (Cactaceae). Das Artepitheton castellae ehrt Manuel T. Castella, einen mexikanischen Kakteenliebhaber und Präsidenten der mexikanischen Kakteengesellschaft Sociedad Mexicana de Cactología, der die Art entdeckte.

## Beschreibung
Acanthocereus castellae wächst wenig verzweigt mit aufrechten Trieben. Größere Triebe sind übergebogen. Die karottenartigen Wurzeln sind 20 bis 50 Zentimeter und weisen einen Durchmesser von 5 bis 15 Zentimeter auf. Die dreieckigen, grünen Triebe sind von 60 bis 130 Zentimeter Länge und besitzen einen Durchmesser von 2 bis 3 Zentimeter. Es sind drei gewellte, fleischige Rippen vorhanden. Von den drei bis fünf pfriemlichen, steifen, gräulichen Mitteldornen steht der Mittlere ab. Die übrigen sind etwas spreizend. Die Dornen sind 1 bis 2,5 Zentimeter lang. Die zwei bis vier kurzen, gelblichen Randdornen sind nadelig.
Die stieltellerförmigen weißen Blüten öffnen sich in der Nacht. Sie sind bis zu 11 Zentimeter lang und erreichen einen Durchmesser von 6 bis 7 Zentimeter. Das gehöckerte Perikarpell ist mit gelblicher Wolle und einigen Borsten besetzt. Die Früchte sind bis zu 4 Zentimeter lang und weisen einen Durchmesser von 2 Zentimeter auf. Sie enthalten ein rotes Fruchtfleisch. An ihnen haftet ein ausdauernder Blütenrest.

## Verbreitung, Systematik und Gefährdung
Acanthocereus castellae ist in den mexikanischen Bundesstaaten Jalisco, Colima und Michoacán verbreitet.
Die Erstbeschreibung als Peniocereus castellae erfolgte 1974 durch Hernándo Sánchez-Mejorada. Joël Lodé stellte die Art 2013 in die Gattung Acanthocereus.
In der Roten Liste gefährdeter Arten der IUCN wird die Art als „Vulnerable (VU)“, d. h. als gefährdet geführt.

## Nachweise